# Yevgueni Kirílov (triatleta)
Yevgueni Kirílov es un deportista ruso que compitió en triatlón. Ganó dos medallas en el Campeonato Mundial de Triatlón de Invierno en los años 2013 y 2016, y una medalla en el Campeonato Europeo de Triatlón de Invierno de 2015.

## Palmarés internacional
| Campeonato Mundial | Campeonato Mundial | Campeonato Mundial | Campeonato Mundial |
| Año                | Lugar              | Medalla            | Prueba             |
| ------------------ | ------------------ | ------------------ | ------------------ |
| 2013               | Cogne (Italia)     | Medalla de bronce  | Individual         |
| 2016               | Zeltweg (Austria)  | Medalla de plata   | Individual         |
| Campeonato Europeo |                    |                    |                    |
| Año                | Lugar              | Medalla            | Prueba             |
| 2015               | Reinosa (España)   | Medalla de plata   | Individual         |